# Hedinichthys macropterus
Hedinichthys macropterus är en fiskart som först beskrevs av Herzenstein, 1888.  Hedinichthys macropterus ingår i släktet Hedinichthys och familjen grönlingsfiskar. Inga underarter finns listade i Catalogue of Life.